# Maylis de Kerangal

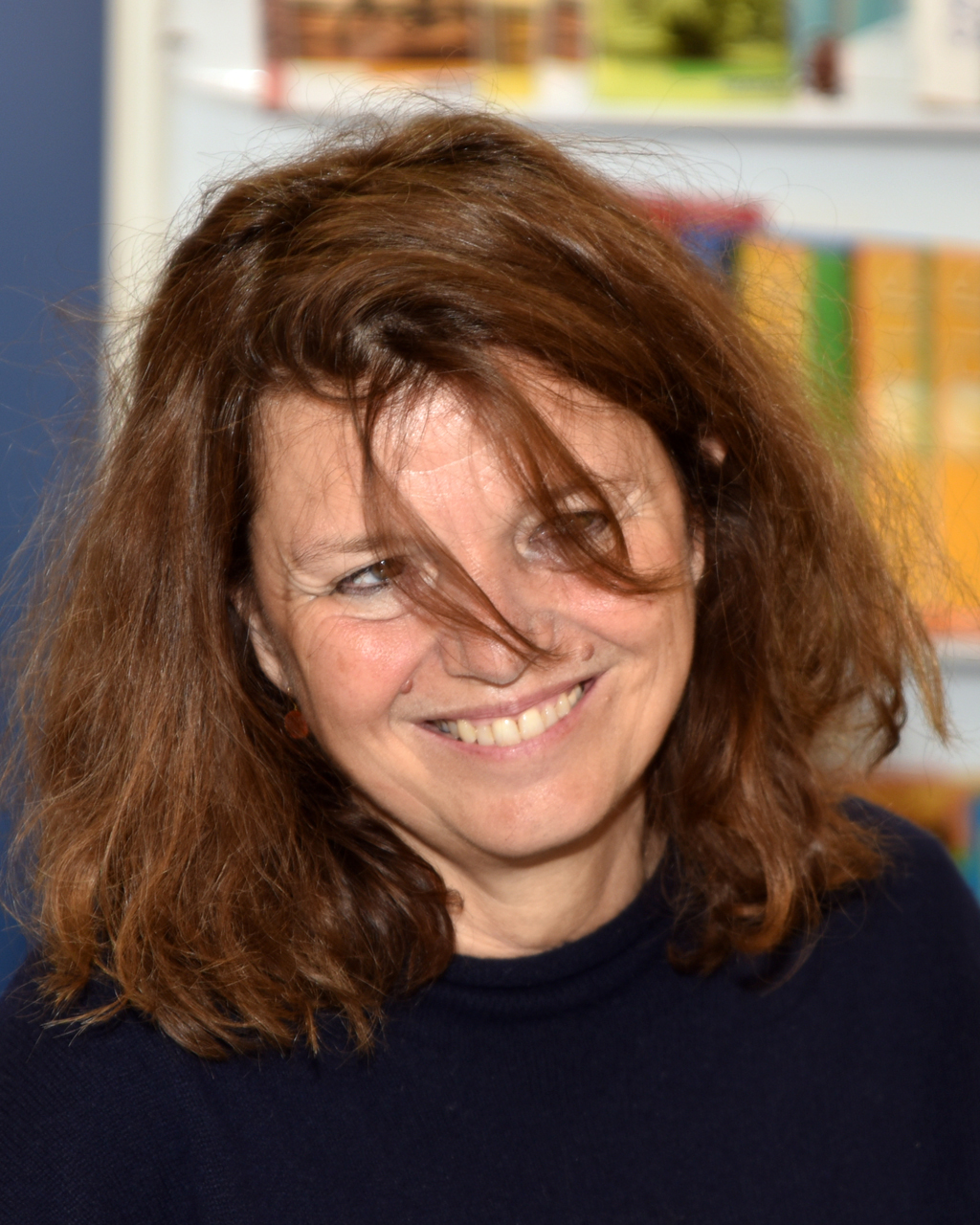
Maylis de Kerangal (2023)

Maylis de Kerangal (* 16. Juni 1967 in Toulon) ist eine französische Schriftstellerin.

## Leben

### Kindheit und Jugend
Die Tochter und Enkelin von Kapitänen auf großer Fahrt verbrachte ihre Kindheit in Le Havre. Von 1985 bis 1990 studierte sie Geschichte, Philosophie und Ethnologie. Zu arbeiten begann sie bei Gallimard-jeunesse ein erstes Mal von 1991 bis 1996 vor zwei Aufenthalten in den Vereinigten Staaten in Golden, Colorado 1997. Sie setzte ihre Ausbildung 1998 ein Jahr lang fort auf der École des Hautes Études en Sciences Sociales in Paris.

### Karriere als Schriftstellerin
Ihren ersten Roman Je marche sous un ciel de traîne veröffentlichte sie im Jahr 2000, gefolgt 2003 von La Vie voyageuse und 2006 von Ni fleurs, ni couronnes und 2008 von Corniche Kennedy. Dieser Roman stand 2008 zur Wahl für mehrere Literaturpreise wie den Prix Médicis oder den Prix Femina.
Zur gleichen Zeit schuf sie die für Jugendliche gedachten Éditions du Baron Perché, woran sie von 2004 bis 2008 arbeitete, bevor sie sich wieder der Schriftstellerei widmete. Sie nahm auch teil an der Revue Inculte.
Am 3. November 2010 erhielt sie einmütig den Prix Médicis für ihren Roman Naissance d’un pont. Das Buch war im selben Jahr in der Auswahl für den Prix Femina, den Prix Goncourt und den Prix de Flore. Im Dezember 2010 erhielt sie zusammen mit Kathrin Röggla den Franz-Hessel-Preis. Es sei ihr mit Naissance d’un pont gelungen, „in einer vielschichtigen dramatischen Erzählweise einen Roman zu komponieren, der aufrüttelnd und beeindruckend ist“. Die italienische Fassung des Buchs wurde 2014 mit dem Premio Gregor von Rezzori ausgezeichnet.
Ebenfalls mehrere Auszeichnungen erhielt sie für den folgenden Roman Réparer les vivants (deutscher Titel: Die Lebenden reparieren). Die auf 24 Stunden angelegte Geschichte um einen jungen hirntoten Mann, dessen Herz in die Brust einer 51-jährigen Frau transplantiert wird, brachte ihr 2014 in Frankreich u. a. den Grand prix RTL-Lire, den Roman des étudiants – France Culture-Télérama, den Prix Orange du Livre, den Prix des lecteurs de L’Express–BFM TV und den Prix Relay ein. Eine gleichnamige Verfilmung des Romans unter der Regie von Katell Quillévéré mit Tahar Rahim und Emmanuelle Seigner wurde ebenfalls im Jahr 2016 veröffentlicht. Die englischsprachige Übersetzung Mend the Living gelangte im selben Jahr auf die Longlist des Man Booker International Prize.

## Schriften
Romane, Novellen
- Je marche sous un ciel de traîne. Éditions Verticales, Paris 2000, ISBN 978-2-84335-064-1
- La Vie voyageuse. Éditions Verticales, Paris 2003, ISBN 978-2-84335-161-7
- La rue, Éditions Pierre Terrail, Coll. „2000 ans d’images“, Paris 2005, ISBN 978-2-87939-293-6
- Ni fleurs ni couronnes. Éditions Verticales, Paris 2006, ISBN 978-2-07-077720-4
- Dans les rapides. Éditions Naïve, Coll. „Naïve sessions“, Paris 2007, ISBN 978-2-35021-086-5
- Corniche Kennedy. Éditions Verticales, Paris 2008, ISBN 978-2-07-012219-6
- Naissance d’un pont. Éditions Verticales, Paris 2010, ISBN 978-2-07-013050-4 (ausgezeichnet mit dem Prix Médicis 2010)
  - deutsch von Andrea Spingler: Die Brücke von Coca. Suhrkamp Verlag, Berlin 2012, ISBN 978-3-518-42292-2.
- Tangente vers l’est. Éditions Verticales, Paris 2012, ISBN 978-2-07-013674-2.
  - deutsch von Andrea Spingler: Weiter nach Osten. Roman. Suhrkamp, Berlin 2024, ISBN 978-3-518-43212-9.
- Réparer les vivants. Éditions Verticales, Paris 2014, ISBN 978-2-07-046236-0
  - deutsch von Andrea Spingler: Die Lebenden reparieren.[9] Roman, Suhrkamp Verlag 2015, 256 S., ISBN 978-3-518-42478-0
- Un monde à portée de main, Éditions Verticales, Paris 2018, ISBN 978-2-07-279052-2
  - deutsch von Andrea Spingler: Eine Welt in den Händen. Suhrkamp Verlag, Berlin 2019, ISBN 978-3-518-42857-3
- Canoës, Éditions Verticales, Paris 2021, ISBN 978-2-07-294556-4
  - deutsch von Andrea Spingler: Kanus. Suhrkamp Verlag, Berlin 2023, ISBN 978-3-518-43119-1

Verschiedenes
- Maylis de Kerangal (Text), Robin Goldring (Zeichnungen); La Peau d’une fille qui rentre de la plage. Galerie Prodromus, Paris 2006, ISBN 978-2-9526019-2-4
- Maylis de Kérangal & Koll.: Inculte. Spécial coupe du monde. Éditions Inculte, Paris 2006, ISBN 978-2-915453-31-7
- Collectif: Minimum Rock’n'Roll. Binocles Œil de Biche & Verres Fumés. Éditions Le Castor Astral, Koll. „Musique“, Bordeaux und Paris 2008, ISBN 978-2-85920-771-7
- Maylis de Kérangal, Joy Sorman (dir.), Collective: Femmes et sport: regards sur les athlètes, les supportrices, et les autres. Éditions Helium, Paris 2009, ISBN 978-2-35851-019-6